# 即興演奏
即興演奏（そっきょうえんそう）は、楽譜などに依らず音楽を即興で作曲または編曲しながら演奏を行うこと。スキャットなどが含まれる場合もある。アドリブ（ラテン語：ad lib）、インプロヴィゼーション（英語：improvisation）などとも言う。
即興演奏は、ジャズ、ジャム・バンド、ロック、ファンクや各種の民族音楽など非常に多くのジャンルで演奏される。また、先鋭的な表現を目指す前衛音楽や実験音楽、ノイズミュージックでも好んで即興演奏を行う。芸術表現としてだけでなく、若い演奏家の教育、育成に活用されることもある。バークレー音楽大学では即興を受講することもできるが、大学で他者が即興を教えるという発想は、本末転倒との見方もある。

## 概要
まったく決めごとを作らずに自由に演奏すること。「完全即興」、「フリー・インプロヴィゼーション」等と呼ばれる場合もある。特定の演奏技能や知識に依らずとも表現できる、他ジャンルへの越境即興演奏のスキルで知られたクラシックの作曲家には、バッハ、モーツァルト、ベートーヴェン、ショパン、リストらがいた。
演奏時間、人数など最低限の決めごとがある場合も多い。ジョン・ゾーンのゲーム・ピース「COBRA」のように即興演奏家のために書かれた作品もあり、ここでは演奏の内容は即興だが、展開を決めていくための約束事が共有されている。

## クラシック音楽の即興演奏
中世やルネサンス時代の器楽の楽譜は声楽に比べ残された数が少ない。文献や絵画資料から多様な楽器の演奏が行われていたことは知られるため、多くは記憶や即興によっていたものと考えられる。バロック音楽においても、伴奏を担当した鍵盤楽器やリュート奏者は、数字付き低音を見て、即興的に和音を充填して演奏を行った。これを通奏低音と言う。録音に残された最古の即興演奏は、イサーク・アルベニスが1903年に蝋管録音したものだと考えられている。。独奏協奏曲やオペラのアリアにおけるカデンツァなどで、しばしば即興が行われるが、作曲家によりあらかじめ音符が書き込まれていることも多い。
アメリカの音楽学者兼ピアニストのロバート・レヴィン(en)は、モーツァルトやベートーヴェン等の楽曲のカデンツァを、作曲当時のスタイルに従って完全に即興し、楽譜には残さない。インタビューで語ったところでは、事前には何も準備していないという。したがって、その時々の演奏で何が出てくるのかは本人にも全くわからず、その演奏を繰り返し聴けるのは録音やCDのみということになる。自由即興の例ではトルコのファジル・サイがピアノ協奏曲のアンコールなどで見せてくれ、彼はもちろん協奏曲の際のカデンツァでも様式にあった即興を披露している。
セルゲイ・ラフマニノフには、編曲はしていない原曲を変更した録音が多く残っている。
アンドレ・プレヴィンが、そうした形でモーツァルトのピアノ協奏曲を弾き振りしたCDを残している。またフリードリヒ・グルダはモーツァルトのピアノソナタの中で、提示部の繰り返しと展開部、再現部の繰り返しにバッハ的な装飾音を用いて変奏即興している。ヴァイオリンとピアノのユリア・フィッシャーやピアノのマルティン・シュタットフェルト(en)のように、カデンツァを自作する演奏家も欧米にはたくさんいる。他にはナイジェル・ケネディ、マクシム・ヴェンゲーロフ、ヒラリー・ハーン、日本人では庄司紗矢香なども自作カデンツァを演奏している。しかしこれらの場合、カデンツァの大枠は事前に決められていて、即興は部分的なものに留まる。ヴァイオリンのヨーゼフ・ヨアヒムなど高名な演奏家によるカデンツァが楽譜に残されると他の演奏家もそれを使う傾向があり、そうなるともはや完全な即興演奏とは言い難いものになる。スヴャトスラフ・リヒテルは、カデンツァで何もせずいきなり最後のトリルに入るという「即興」をしてしまい、「即興カデンツァの本来の形の一つだ」と新聞で絶賛されたこともある。アルフレート・ブレンデルも即興に取り組み、即興的に装飾音や音階を演奏している。ヴィルヘルム・バックハウスのライブ録音では、指慣らし風に分散和音等のメロディーを弾いてから次曲を弾き始めることがある。。

## 現代音楽の即興演奏
現代音楽の演奏家としてはショスタコーヴィチ、メシアン、リーム、ジョン・ケージ、武満徹などが挙げられる。イタリア出身でパリで活躍したジャチント・シェルシは自分で即興演奏した音楽をすべてテープに録音して、自分で聴音して自己の作品として楽譜化したと言われる。シュトゥットガルトのシュタイナー学校では楽譜による演奏と並んで即興演奏も重要な教育テーマの一つである。

## ロック/ソウルにおける即興演奏
一般的にポピュラー音楽、特にロックなどでの「即興演奏」では、ジャズと同様に一定のコード進行やコード理論などの規則にしたがってフレーズを作り演奏される。
1960年代後半以後のブルース・ロックやファンク、ハードロック、プログレッシブ・ロックのジャンルに、間奏部分に即興演奏をおこなうバンドが登場した。ジェームス・ブラウンの「スーパーバッド」の間奏部分では即興が聴ける。ミュージシャンがその場の雰囲気に合わせてソロを自由に繰り広げるライブが人気を得て、拡大していった。1970年代には、即興演奏を重視したプログレッシブ・ロック・バンドも人気となった。キング・クリムゾンのアルバム『暗黒の世界』は、ライブ部分が即興演奏となっている。だが、1970年代後半にはパンクの登場により、ハードロックやプログレのバンドはオールド・ウェイブと呼ばれることもあり、古いと決めつけられた。ジャム・バンドと呼ばれるバンド群のルーツには、グレイトフル・デッドやオールマン・ブラザーズ・バンドがいる。その中で、常に斬新なサウンドに挑戦し続けたのは、フランク・ザッパやキャプテン・ビーフハート、レジデンツ、ルー・リードらである。

## ジャズの即興演奏
即興演奏の絶対量が特に高いのがジャズである。ジャズの即興演奏はスタイルによって多少の違いがあるが、まったく無規則に演奏されるのではなく、原曲のコード進行、またはそこから音楽理論的に展開可能なコードに基づいて行われる。従って演奏されるアドリブを理解したり、アドリブを自ら演奏するためには、前提としてコード理論に関する知識が必要であり、さらに原曲のコード進行を知っていなければならない。前身のラグタイムから、ジャズ時代のニューオーリンズ、ディキシー、スウィングまでは、ジャズは大衆音楽だった。やがてチャーリー・パーカー、ディジー・ガレスピーらのビバップの時代となり、ジャズは即興音楽・芸術音楽として認識されるようになる。1950年代後半におけるセシル・テイラーやオーネット・コールマンらによるフリー・ジャズは、ほとんど規則性のない演奏だと言われるが、ブルースやアフリカ音楽に影響を受けたジャズ・メンもみられる。作りこんだメロディからインスピレーションを得て、ある程度即興的なメロディを演奏するケースもある。
フリー・ジャズの登場により、ジャズの即興演奏の幅が大きく広がり、1960年代には完全即興演奏によるジャズが大きく成長することになった。また、1985年にソニー・ロリンズがニューヨーク近代美術館で、1時間近くに及ぶ無伴奏のサックス・ソロを即興で披露したコンサートは当時話題になった。
日本の大友良英+Sachiko Mのように、ノイズを大量に使った現代の自由即興演奏がジャズのカテゴリーに組み込まれることもある。ジャズで即興演奏をする奏者は、一般的にリフ（短いフレーズの繰り返し）をいくつも覚えていて、曲想やひらめきなどに応じて、リフを自在に組み合わせて演奏する。
ジャズの歴史では、ディキシーランド・ジャズ、スウィング・ジャズまでは、ジャズは黒人ルーツの大衆音楽ととらえられていたが、ビバップの登場により、芸術音楽として再認識されるようになった。ビバップをさらに前衛音楽として革新したのがフリー・ジャズである。

## 民族音楽の即興演奏
- アフリカ音楽[7]
- インド音楽におけるシタール演奏[注釈 14]
- 津軽三味線の伴奏では唄い手の即興に応じた演奏が求められ、「唄づけ」と呼ばれる。[注釈 15]

## 他の表現ジャンルとの共演
即興の融通性を活かして、映像や絵画、パフォーマンスなど異なるジャンルとのコラボレーションが行われることもある。
- 絵画との共演による即興演奏

イヴ・クラインがヌードの女性3人の協力を得て、大型ボードに白とブルーのアートを表現した際に、楽団が演奏をつけている。
- ダンスなどの身体表現での即興演奏

コンテンポラリー・ダンスなどのアート志向のダンスや舞踏の表現者と、即興演奏家の共演も見られる。決めごとの配分は様々で、全員が自由即興を行う事もある。最近では即興舞台芸術としての観点から、効果照明やビデオ・アート、ライブ・ペインティングが伴われることも多い。
- 言語表現のバックでの即興演奏

その場で作品を作りながら読む即興詩人も含めた詩人、作家の朗読と音楽演奏の共演も見られる。また即興を行う歌手やヴォイス・パフォーマーの場合、音楽の形式は以前はジャズやロックが多かったが、のちにレゲエやラップなど、多様化が見られるようになった。
- 即興劇（インプロ）における即興演奏

演劇のジャンルの一つである即興劇（インプロ）の劇中では、演劇の内容も台本・打ち合わせが全くないため、BGMも即興で演奏される。主にピアノ、キーボード、シンセサイザー、ギターなどが使用され、即興ミュージシャンが演奏する。場面の展開にあわせて適切なBGMを即興で演奏しなければならないため、演奏者としての技術だけでなく、即興的に対応する能力が必要とされる。